# Луїза Пенні
Луїза Пенні (англ. Louise Penny) — канадська письменниця детективного жанру, володарка декількох престижних літературних премій. Вона отримала 5 премій Агати і стільки ж премій Ентоні в номінації «Найкращий роман». Крім того на її рахунку премії Діліс, Баррі,
«Новий закривавлений кинджал» від Асоціації письменників детективного жанру, Ніро, Артура Елліса,  Мекавіті. Її романи опубліковані 23 мовами.

## Біографія
Її мати була завзятим читачем як художньої, так і нехудожньої літератури, з особливим уподобанням до кримінальної літератури, а Луїза виросла, читаючи таких письменників, як Агата Крісті, Жорж Сіменон, Дороті Лі Сеєрз і Майкл Іннес.
Пенні здобула ступінь бакалавра прикладного мистецтва (радіо і телебачення) в Політехнічному інституті Раєрсона (нині університет Раєрсона) в 1979 році. Після закінчення інституту у віці 21 року вона розпочала 18-річну кар'єру радіоведучої та журналіста в Канадській телерадіокомпанії.
На початку своєї кар'єри на радіо Пенні займалася журналістською діяльністю в місцях, яки були далеко від друзів і сім'ї, і, щоб впоратися з почуттям самотності та ізоляції, вона все частіше зверталася до алкоголю. У віці 35 років вона зізналась у проблемі з алкоголем і з тих пір зберігала тверезість.
Незабаром після цього вона познайомилася зі своїм майбутнім чоловіком Майклом Вайтгедом, керівником відділення гематології Монреальської дитячої лікарні.
Нині Пенні жила в Ноултоні, невеликому селі в східному Квебеці, приблизно за 100 км від Монреаля, штат Квебек. Проте через тяжку хворобу чоловіка вони змушені були продати будинок і переїхати в квартиру у місті. Її чоловік Майкл помер 18 вересня 2016 року.
Даючи інтерв'ю 49-річна Пенні іноді виглядала так, ніби вона намагалася утриматися, щоб не вщипнути себе. «Це его і страх», — сказала вона. «Вони, здається, завжди ведуть битву в моєму мозку».

## Творчість
Після одруження Пенні залишила канадську телерадіокомпанію і почала займатися літературною діяльністю. Вона розпочала писати історичний роман, але з труднощами закінчила його, і врешті-решт перейшла на написання детективних історій. Через п'ять років після уходу з телерадіокомпанії їй не було чого показати. Натомість вона спостерігала за великою кількістю передач Опри Вінфрі та з'їдала багато солодощів. «Це було руйнівним», — сказала Пенні. «Я залишила роботу, чоловік підтримував мене, фінансово та емоційно, і я брехала всім, навіть чоловікові. Він запитав би, як йдуть справи, коли він повернувся додому, і я відповіла би: „добре“. Звичайно, якби він просто торкнувся телевізора, то помітив би, що там тепло. Я почала думати, можливо, краще нехай ваші мрії залишаються фантазією — навіщо їх випробовувати, бо тоді ви втрачаєте все». «Я розслабилася, коли зрозуміла, що хочу написати про таємницю, — зауважила вона, — бо це те, що я розумію, і дозволяє мені дослідити все, що мені потрібно».
«Я щиро відчувала, що моя перша книга «Натюрморт» була доброю, тому було несподіванкою, коли кожен видавець чи агент постійно говорили «ні». Це мене змучило. Я почала думати, що вони, мабуть, мають рацію. Я мабуть марю. У мене був відчай, бажання покласти його в шухляду.»
Вона взяла участь зі своїм першим романом «Натюрморт» у конкурсі «Дебютний кинджал» у Великій Британії, посівши друге місце з 800 творів. Роман виграв й інші нагороди, серед яких премія «Новий закривавлений кинджал» у Великий Британії, премія Артура Елліса в Канаді за найкращий перший кримінальний роман, премії Діліс, Ентоні та Баррі за найкращий перший роман у Сполучених Штатах.
Пенні продовжила писати, отримуючи номінації на основні премії кримінальних творів майже для кожного зі своїх романів, а згодом вигравши кілька таких нагород.
Дія її романів відбувається в канадській провінції Квебек, а головним персонажем є головний інспектор Арман Гамаш з Квебекської карної поліції. Її твори мають багато ознак британського жанру «Хто це зробив?» (whodunit), включаючи вбивства нетрадиційними методами, буколічні села, велику кількість підозрюваних і драматичне розкриття вбивці на останніх сторінках книги.
У 2009 році Пенні допомогла започаткувати нову нагороду для початківців канадських письменників детективного жанру — «Незмінений Артур» за найкращий непублікований перший роман.
Постійний продавець її книг Меріан Містерс, співвласниця книгарні Торонто The Sleuth of Baker Street, сказала, що запоруки успіху Пенні не важко зрозуміти: «Гарне письмо — це хороше письмо. А Луїза — хороший письменник».
За словами редактора Сент-Мартіна, Надії Деллон: «Кожен у світі повинен читати книги Луїзи».

## Особисті нагороди
У 2013 році Пенні стала членом Ордену Канади «за її внесок у культуру Канади як автора, який прославляє східні міста Квебека». У 2017 році вона стала членом ордена Квебеку.

## Фільмова адаптація
Упродовж декількох років Пенні чинила опір продажу телевізійних або кінофільмових прав на свої книги, боячися втратити творчий контроль над героями. Однак, коли PDM Entertainment and Attraction Images звернувся до неї та запропонував посаду виконавчого продюсера під час виробництва фільму, вона передумала і погодилася продати їм права на свої перші два романи. «Натюрморт» пішов у виробництво восени 2012 року, а британський актор Натаніель Паркер зіграв роль головного інспектора Гамаша. Фільм вийшов на телеканалі CBC у 2013 році.

## Твори

### Серія інспектора Гамаша
- Зловісно тихе життя / Натюрморт[en] (2005) (нагороджений Новим Закривавленим Кинджалом, преміями Артура Елліса, Ентоні, Баррі, Діліс);
- Фатальне благословення[en] (також «Dead Cold» / «Мертвлячий холод») (2007) (нагороджений премією Агати);
- Найжорстокіший місяць[en] (2008) (нагороджений премією Агати);
- The Murder Stone (Убивчий камінь) (у США опублікований як «A Rule Against Murder» / Правило проти вбивства) (2009);
- Жорстоке відображення[en] (2009) (нагороджений преміями Агати та Ентоні);
- Поховай своїх мертвих[en] (2010) (нагороджений преміями Агати, Ентоні, Мекавіті, Ніро й Артура Елліса);
- Хитрість світла[en] (2012) (нагороджений премією Ентоні);
- The Hangman (Кат) (2011);
- The Beautiful Mystery (Прекрасна таємниця) (2012) (нагороджений преміями Агати, Мекавіті);
- How the Light Gets In (Як проникає світло) (2013);
- The Long Way Home (Довга дорога додому) (2014);
- The Nature of the Beast (Натура звіра) (2015);
- A Great Reckoning (Великий розрахунок) (2016) (отримав премію Агати);
- Glass Houses (Скляні будинки) (2017) (отримав премію Агати);
- Kingdom of the Blind (Королівство сліпих) (2018);
- A Better Man (Краща людина) (2019);
- All the Devils are Here (Усі чорти є тут) (2020) (нагороджений премією Агати);
- The Madness of Crowds (Божевілля натовпу) (2021);
- A World of Curiosities[en] (Світ курйозів) (2022) (нагороджений премією Агати);
- The Grey Wolf (Сірий вовк) (2024):

### Інщі романи
- State of Terror[en] (Держава терору) (2021) (разом з Гілларі Клінтон).

## Українські переклади
- Пенні Луїза. Зловісно тихе життя. Роман. Переклад з англійської Світлани Новікової. — Київ: КСД, 2024. ISBN 978-617-15-0613-8
- Пенні Луїза. Фатальне благословення. Роман. Переклад з англійської Світлани Новікової. — Київ: КСД, 2024. ISBN 978-617-15-1168-2
- Пенні Луїза. Найжорстокіший місяць. Роман. Переклад з англійської Вячеслава Вдовенка. — Київ: КСД, 2025. ISBN 978-617-15-1335-8
- Пенні Луїза. Правило проти вбивства. Роман. Переклад з англійської Світлани Новікової. — Київ: КСД, 2025. ISBN 978-617-15-1384-6